# 在キューバ日本国大使館
在キューバ日本国大使館（スペイン語: Embajada del Japón en Cuba / Embajada de Japón en Cuba、英語: Embassy of Japan in Cuba）は、キューバの首都ハバナにある日本の大使館。

## 沿革
- 1929年12月21日、日本とキューバの間で外交関係が樹立される[1]
- 戦間期には在メキシコ日本帝国公使館と在アメリカ合衆国日本帝国大使館が在キューバ日本帝国公使館を兼轄
- 1941年12月9日、キューバが大日本帝国に対して宣戦布告する[2]
- 1945年8月15日、第二次世界大戦の敗戦により大日本帝国が崩壊[3]
- 1952年4月28日、サンフランシスコ平和条約の発効により日本国が独立、キューバも同条約締結国のうちの一国[4]
- 1952年11月21日、キューバがサンフランシスコ平和条約を批准したことにより二国間関係が再開される（日本は同条約発効前の1951年11月28日に批准済）[5]
- 1953年11月25日、ハバナに在キューバ日本国公使館が開設される[6]
- 1957年3月30日、ハバナの公使館が在キューバ日本国大使館に昇格[7]

## 所在地
| 日本語     | ハバナ市プラヤ区ミラマール地区第3通りミラマール商業センター第1ビル5階                             |
| スペイン語 | Centro de Negocios Miramar, Edificio Nº 1, 5º Piso, Ave. 3ª, esq. a 80, Miramar, Playa, La Habana |